# Жидобандерівці
«Жидобандерівці» — інтернет-мем, який виник 2006 року в українській блогосфері як пародіювання стилю висловлювань російських шовіністів-українофобів. Поширився у пародійній спільноті «Фофудья» після анонімного коментаря до посту віртуального персонажу блогосфери Івана Денікіна.
|  | «Ізвініте что вьінужден пісать гадкімі малоросійскімі(ябьі сказал мікроросійскімі) буквамі но злобньіе жидобандервци вирвалі все клавіши с русскімі буквамі плоскорубцамі і сожглі іх.» |

## З 2014 року
Набув більш широкої популярності в Україні в 2014 році на тлі російської збройної агресії проти України та намагань російської пропаганди розколоти українське громадянське суспільство. Жидобандерівцями називають себе громадяни України з розвинутим почуттям гумору та необов'язково єврейським корінням, які підтримали Євромайдан, і українських націоналістів — спадкоємців ідей Степана Бандери. Назва виникла як реакція на звинувачення прихильників Майдану, зокрема активістів «Правого сектора» в антисемітизмі, які активно поширювалися в путінській Росії та транслювалися на інші країни.
Фактичною підставою для виникнення даного поняття стала підтримка єврейськими колами України та окремими представниками єврейського капіталу патріотичних та певною мірою українсько-націоналістичних рухів в Україні. Найбільш яскравим проявом явища стала діяльність Ігоря Коломойського та його колеги Геннадія Корбана щодо фінансування ДУК ПС та недопущення проросійського заколоту в Дніпрі. В одному з епізодів цієї співпраці Коломойський з'явився на публіці в майці з написом «Жидобандерівець». 

## Образ «жидобандерівців»
Мем «жидобандерівців» в Україні став локальним трендом, був помічений у вигляді символіки на майках — зображення менори з зубцями від Тризуба або поєднання Тризуба з зіркою Давида.

## Цікаві факти
- Одне з пропагандистських поєднань українських «буржуазних націоналістів» та євреїв—«сіоністів», як антирадянських рухів, нібито підживлюваних Заходом у ході «холодної війни», містилось в карикатурі українського журналу «Перець» за червень 1981 року[4].